# Actée rouge
Pour les articles homonymes, voir Actée.
Actaea rubra
Espèce
L'Actée rouge (Actaea rubra) est une espèce de plante de la famille des Ranunculaceae.

## Description
Plante vivace à tige lisse (haut. 30-40 cm). Feuilles à longues queues, sauf celles du haut; toutes en 3 parties elles-mêmes découpées et dentées. Fleurs blanches, petites, réunies en grappe (long. 3-6 cm) au bout de la tige; sépales semblables aux pétales, mais se détachant tôt de la fleur. Fruit rouges et charnus, à queues grêles et vertes.

## Distribution
Actaea rubra pousse dans des zones ombragées avec des sols humides à humides, des forêts ouvertes ou des pentes sèches. En Alaska, il s'étend de la péninsule de Kenai à l'île Kodiak, à la baie de Bristol et en amont du fleuve Yukon.

## Écologie
Les plantes poussent lentement et mettent quelques années à devenir assez grandes pour fleurir. La sous-espèce occidentale est la ssp. arguta , et la sous-espèce du nord est la ssp. rubra .  Ces sous-espèces ne sont pas bien différenciées et, dans de nombreux endroits, chacune se classe l'une dans l'autre sur une grande partie de leurs aires de répartition.  Le feuillage est rarement consommé par les animaux au pâturage.  Les baies vénéneuses sont inoffensives pour les oiseaux, le principal disperseur de graines des plantes. 

## Utilisation
Cette plante est cultivée dans les jardins ombragés pour ses baies attrayantes et son port dressé formant des touffes. 
Les Amérindiens ont traditionnellement utilisé le jus des fruits de diverses espèces de baneberry pour empoisonner les flèches. 

## Toxicité

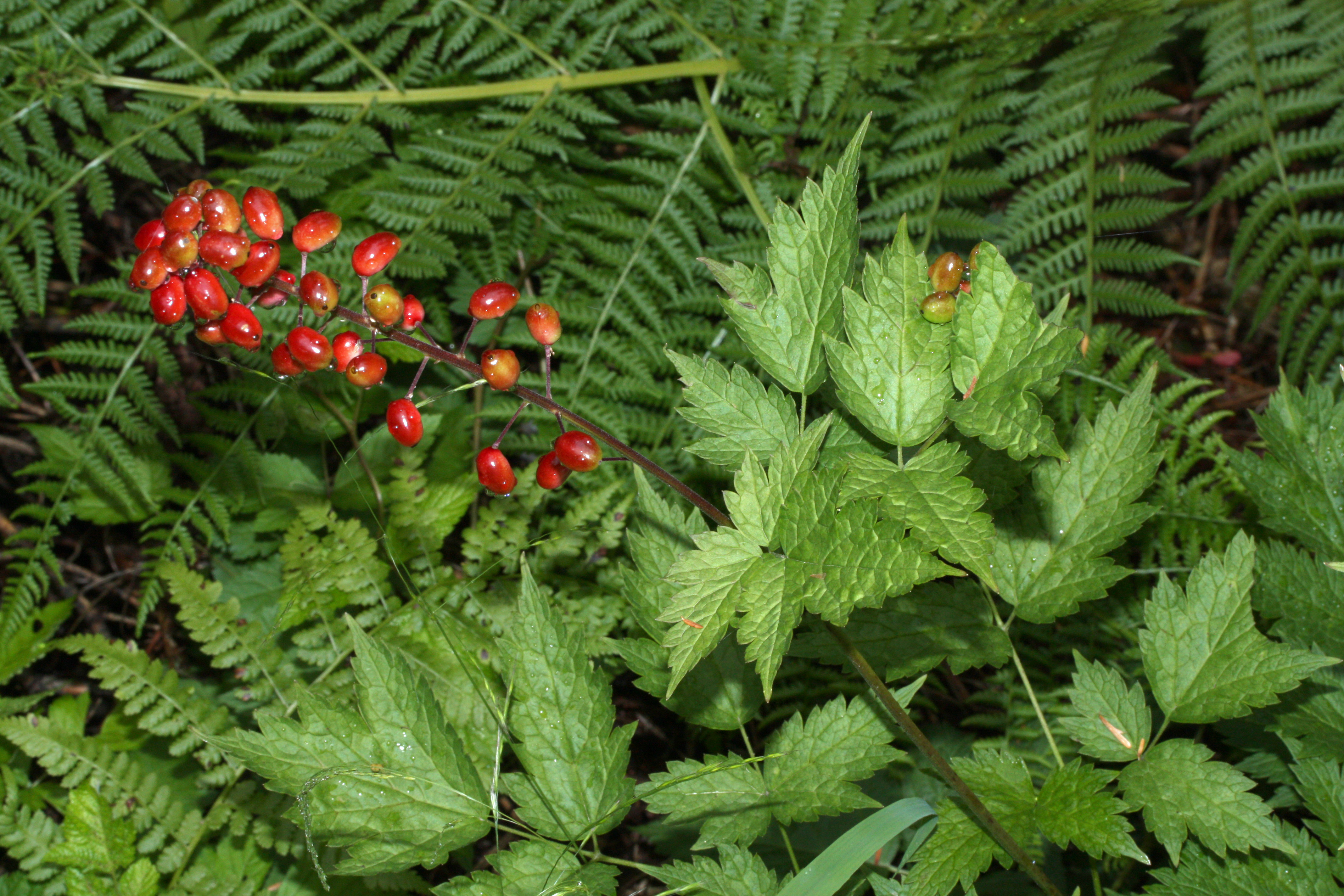
Baies et feuillage dans la forêt nationale du mont Baker-Snoqualmie.

Toutes les parties de la plante sont toxiques. Cependant, un empoisonnement accidentel est peu probable car les baies sont extrêmement amères.
Les baies sont la partie la plus toxique de la plante. Un adulte en bonne santé subira un empoisonnement avec aussi peu que six baies. L'ingestion des baies provoque des nausées, des étourdissements, une augmentation du pouls et une gêne gastro-intestinale sévère.  Les toxines peuvent également avoir un effet sédatif immédiat sur le tissu musculaire cardiaque, ce qui peut conduire à un arrêt cardiaque si elles sont introduites dans la circulation sanguine. Deux baies seulement peuvent être mortelles pour un enfant. 
Les fruits et le feuillage contiennent de la ranunculine , et sont souvent signalés à contenir de la protoanémonine . La plante contient également de la berbérine . 
Toutes les parties de la plante contiennent une huile irritante qui est plus concentrée dans les racines et les baies.
Les racines contiennent du glucoside de -sitostérol. 
Aucun cas d'empoisonnement grave ou de décès n'a été signalé en Amérique du Nord, mais des enfants ont été mortellement empoisonnés par son parent européen A. spicata .  On prétend que l'empoisonnement est peu probable de manger les fruits de cette espèce aussi. 
Cette plante ressemble beaucoup à la racine d'ortie des montagnes ( Osmorhiza chilensis ), et peut être confondue avec elle ; cependant, l'airelle rouge n'a pas la forte odeur anisée de « céleri épicé » de la racine d'eau douce des montagnes. 

Ce qui suit illustre un cas non mortel d'auto-intoxication expérimentale produite par l'ingestion de fruits d' Actaea rubra . L'apparition des symptômes a commencé dans les 30 minutes.
Au début, il y avait un spectacle pyrotechnique des plus extraordinaires d'objets bleus de toutes tailles et teintes, circulaires avec des bords irréguliers ; au fur et à mesure que l'on s'intéressait aux taches, un poids lourd était abaissé sur le dessus de la tête et y restait, tandis que des douleurs aiguës traversaient les tempes.
Puis soudain, l'esprit est devenu confus et il y avait une incapacité totale à se souvenir de quoi que ce soit distinctement ou à organiser des idées avec une quelconque cohérence. Lors d'une tentative de parler, des noms erronés ont été donnés aux objets, et bien qu'en même temps l'esprit sache que des erreurs ont été commises dans la parole, les mots semblaient se prononcer indépendamment.
Pendant quelques minutes, il y eut de grands vertiges, le corps semblant se balancer dans l'espace, tandis que les taches bleues se changeaient en étincelles de feu dansantes. Les lèvres et la gorge se desséchèrent et cette dernière se rétrécit quelque peu ; la déglutition était plutôt difficile; il y avait des brûlures intenses dans l'estomac avec des éructations gazeuses, suivies de douleurs aiguës de coliques dans l'abdomen et également de douleurs dans le dos au-dessus des reins. Le pouls s'élevait à 125, était irrégulier, filiforme, tendu; le cœur battait le plus désagréablement.

Ces symptômes ont duré environ une heure et ont été suivis d'une sensation de grande fatigue, mais trois heures après la prise de la dose, tout semblait redevenir normal".